# Hanjiang
Hanjiang (pronunciado [han˩ jiang˩]ⓘ (en chino:邗江区; pinyin:Hánjiāng Qū) es un distrito urbano bajo la administración directa de la ciudad-prefectura de Yangzhou, provincia de Jiangsu, al este de la República Popular China. Hanjiang yace en la llanura aluvial del delta del río Yangtsé con una altitud promedio de 9 m s. n. m., donde el flaco norte corre el Gran Canal de China . Su área total es de 552 km² y su población proyectada para 2017 es de 576 800 habitantes. La autopista Beijing-Shanghai y el ferrocarril Nanjing–Qidong es el medio de transporte terrestre para conectar la ciudad. 
En esta zona se registra actividad humana desde el neolítico y Hanjiang fue inaugurada por Fuchai (夫差) último rey del estado de Wu durante el período de primavera y otoño de la historia antigua china, lo que indica que la ciudad tiene más de 2500 años de fundación.

## Administración
Desde 2017 el distrito de Guangling se dividen en 22 pueblos  , que se administran en 11 subdistritos 9 poblados y 2 villas. 

## Geografía
El distrito de Hanjiang está ubicado en la parte central de la provincia de Jiangsu, en la confluencia de los ríos Yangtse y Huai, ubicado en el círculo económico del delta del río Yangtse, al oeste de Guangling, capital de Yangzhou.
El distrito de Hanjiang tiene un clima cálido subtropical con una temperatura promedio anual de 14.8 °C, un período promedio anual libre de heladas de 220 días, con sol promedio de 2140 horas y una precipitación anual de 1030 mm .

## Recursos
Los recursos en el distrito de Qianjiang incluyen principalmente minerales de petróleo , arcilla, y agua. El petróleo es a base de parafina con un bajo contenido de azufre y un alto punto de coagulación. La mayoría es crudo ligero y las reservas probadas son más de 22 millones de toneladas.